# Стара Гора (Бенедикт)
Стара Гора (словен. Stara Gora) — поселення в общині Бенедикт, Подравський регіон‎, Словенія.